# Birni N'Konni (département)
Birni N'Konni est un département du Niger situé au sud de la région de Tahoua.

## Géographie

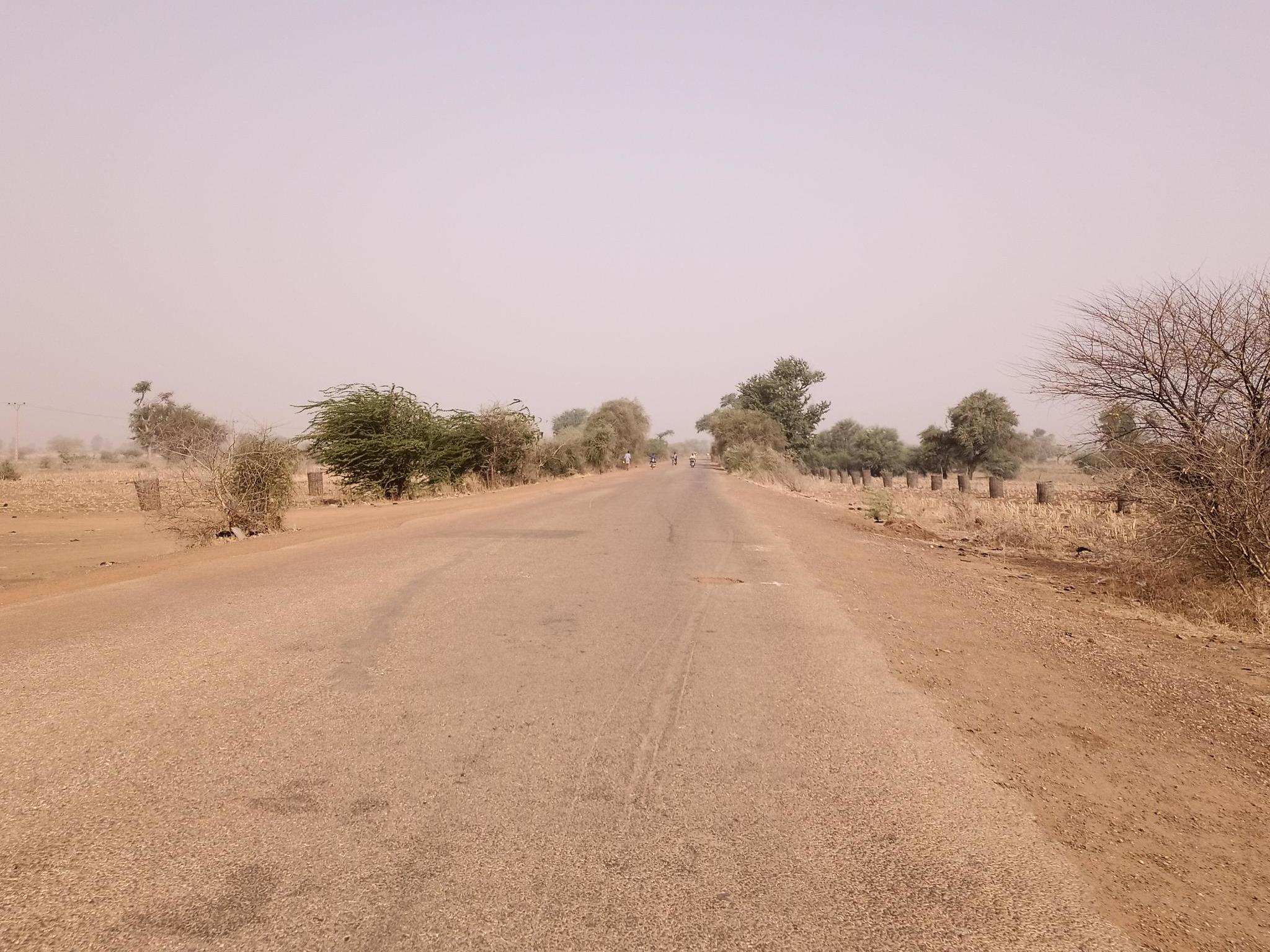
Konni 05

### Situation
Le département de Birni N'Konni est entouré par :
- au nord : le département d'Illéla,
- à l'est : les départements de Bouza et Madaoua,
- au sud : le Nigéria,
- à l'ouest : la région de Dosso (département de Dogondoutchi).

## Histoire
Pendant, la période coloniale le découpage administratif évolue fréquemment dans la Colonie du Niger. Á la veille de l'indépendance, Birni N'Konni est érigé en Cercle le 30 mars 1956, il compte deux subdivisions : Illéla et Birni N'Konni. En 1964, la subdivision de Birni N'Konni est l'un des 32 arrondissements du Niger. Il devient le département de Birni N'Konni lors de la réforme administrative de 1998. En août 2011, les deux communes de Doguéraoua et Malbaza sont séparées du département de Birni N'Konni, pour former le département de Malbaza.

## Administration
Birni N'Konni est un département de 3 166 km² de la région de Tahoua.

Son chef-lieu est Birni N'Konni.
Son territoire se décompose en :
- Communes urbaines : Birni N'Konni.
- Communes rurales : Alléla, Bazaga, Tsernaoua.

| Code INS | Commune       | Superficie (km²) | Population (2012) | Localités |
| -------- | ------------- | ---------------- | ----------------- | --------- |
| 50301    | Alléla        | 1 596            | 52 196            | 75        |
| 50302    | Bazaga        | 388,9            | 37 571            | 37        |
| 50303    | Birni N'Konni | 861              | 149 414           | 55        |
| 50304    | Tsernaoua     | 319,9            | 73 705            | 49        |
| 503      | Département   | 3 166            | 312 886           | 216       |

## Population
Le recensement général de 2012 relève la population du département à 312 886 habitants. L'augmentation annuelle est de 3,7 % pendant la période 2001-2012. La population urbaine représente 20,2 % du total, elle est localisée dans la ville de Birni N'Konni, 63 169 habitants en 2012. Le département se situe dans l'aire de peuplement Haoussa.